# Ken Zazpi
Ken Zazpi, (signifiant en basque : « moins 7 » ou « -7 ») est un groupe de pop rock basque espagnol, originaire de Guernica. Il est formé en 1996 par Jon Mikel Arronategui et Eñaut Elorrieta (son leader). Ce groupe est très populaire,. Il est l'un des groupes basques qui de nos jours a le plus réussi : ils vendent des milliers d'exemplaires de chacun des albums qu'ils publient et rassemblent un large public dans leurs concerts.

## Biographie
Le groupe est formé à Guernica, Biscaye, dans le Pays basque, et, dans une moindre mesure en Catalogne,, à l'automne 1996 par Jon Mikel Arronategi et Eñaut Elorrieta,,,,. Tous deux étaient alors membres des autres groupes locaux, Exkixu et Lugarri. Le groupe se fait connaître avec l'album Aurtengo Gorakada, distribué par le label Gor Diskak, plus précisément grâce au morceau Bi eta bat de Ken Zazpi. Cependant, ce n’est qu’en 2000 que le projet Ken Zazpi est consolidé, avec l’arrivée de Igor Artzanegi (basse), Beñat Serna (guitare), Iñaki Zabaleta (claviers) et Jon Fresko (batterie). Avec cette formation, ils enregistrent leur première démo aux studios d'Iñaki Uoho (Platero y Tú, Extremoduro...) situés à Muxika, comptant sur la participation de José Alberto Batiz (Akelarre).
L'album, intitulé Atzo da bihar, est publié en 2001, par le label Gor Diskak. L'album connait un succès retentissant, atteignant plus de 20 000 exemplaires vendus, et fait connaître le groupe dans tout le Pays basque. La chanson Zenbat min, et la reprise de la célèbre chanson Ezer ez da betiko du groupe Lugarri, leur ouvre de nombreuses portes. L'album comprend également deux autres reprises, des groupes Pennywise (Larrun) et Muse (Irri bat). Le groupe joue en tournée pendant deux ans jusqu'à la sortie de son deuxième album studio, Bidean, en avril 2003, également par Gor Diskak. Ce nouvel album un Ken Zazpi plus puissant, sans perte de l'essence mélodique qui caractérise le groupe. Avec lui, le groupe franchit une étape importante et se voit offrir de nombreuses invitations en concert.
En 2005, ils enregistrent un album acoustique aux studios Garate d'Andoain. L'album, intitulé Gelditu denbora (Gor Diskak), leur permet d'améliorer et de travailler sur d'autres types de sons. Avec l'album, le groupe se fait connaître en Catalogne, ce qui motive Eñaut Elorrieta à chanter en catalan sur deux de leurs chansons, La Luna et Poema dels oprimits. L'album brise toutes les marques du Pays basque et apporte de nouveaux horizons au groupe, qui passe des lieux traditionnels et des places des villes basques aux théâtres Arriaga, Gayarre et Principal, ainsi qu'au Kursaal de San Sebastián.
Dans le cadre de la tournée de l'album, le groupe se produit en 2006 à l'estadio Camp Nou de Barcelone, devant 70 000 spectateurs, pendant la pause entre les équipes basque et catalane. De même, le groupe reprend la chanson Instant del temps pour l'album hommage au groupe catalan Sopa de cabra, avec des artistes de renom tels qu'Amaral, Sidonie et Bunbury.
En 2007, ils changent de label, laissant Gor Diskak derrière eux, et sortant le 29 novembre la même année l'album intitulé Argiak au label Oihuka. L'album est enregistré aux studios After Hours de Los Angeles, sous la direction de Rafa Sardina, et mélange les rythmes Brit-pop, power pop et rock, selon le groupe. 
L'album est présenté en direct au Kafe Antzoki Plateruena de Durango (Biscaye), tandis que le Durangoko Euskal Liburu eta Disko Azoka (Foire basque et livre basque) se tient dans la ville de Biscaye. Plus tard, ils continuent la tournée à travers le pays basque, jouant entre autres au Teatro Arriaga de Bilbao, et à l'auditorium Kursaal à San Sebastián. La tournée se termine le 3 janvier 2009 au Teatro Victoria Eugenia de San Sebastián.
Le 28 octobre 2010 sort l'album Ortzemugak begietan, au label Elkar-Argiak. Enregistré entre le Pays basque et les États-Unis, l'album passe entre les studios d'Iñaki Uoho et Hi Gain de Haritz Harreguy.

## Membres
- Jon Mikel Arronategi – guitare, voix
- Eñaut Elorrieta – guitare, voix
- Igor Artzanegi – basse
- Beñat Serna – guitare
- Iñaki Zabaleta – trikitixa, teclats
- Jon Fresko – batterie
- Unai Ormaetxea

## Discographie
- 2001 : Atzo da bihar (Gor Diskak)
- 2003 : Bidean (Gor Diskak)
- 2005 : Gelditu denbora (Acústico, Gor Diskak)
- 2007 : Argiak (Oihuka)
- 2009 : Zazpi urte zuzenean (Vivent)
- 2010 : Ortzemugak Begietan (Elkar Argiak)
- 2012 : Ken Zazpi & Euskadiko Orkestra Sinfonikoa (Elkar Argiak)[14]
- 2015 : Phoenicoperus (Elkar Argiak)[15]